# 池田幸司 (キックボクサー)
池田 幸司（いけだ こうじ、1997年6月30日 - ）は、日本の男性キックボクサー。群馬県高崎市出身。ReBORN経堂所属。K-1カレッジ2019 -55kg王者。第8代Krushバンタム級王者。

## 経歴
幼稚園年長（6歳）のときに、母の勧めで、極真会館川口道場に入門。小学1年生から、極真会館群馬西支部に移籍。小学3年生で、群馬県極真空手道選手権大会で準優勝。
高崎市立高松中学校時代はテニス部、群馬県立高崎高等学校時代は陸上部に所属。部活動もあり、中学・高校では格闘技に身が入らなかった。
日本大学商学部へ進学し上京、3年次の時にキックボクシングジム・ReBORN経堂に入門し、格闘技を再開。格闘代理戦争に出演。
アマチュアで10戦10勝の成績を収め、K-1カレッジ2019-55kg王者となり、Krushでプロデビューした。

### Krushバンタム級タイトルマッチ
2022年3月26日、第7代Krushバンタム級王者の壬生狼一輝と対戦。接戦で僅差を制して第8代Krushバンタム級チャンピオンになった。群馬県で二人目のKrushのチャンピオンである。

### K-1横浜武道館大会
2023年6月3日、ペットモンコン・スーンキラーフォイトムと対戦。延長の接戦になり2-1のスプリット判定にて勝利。

### Krushバンタム級王座返上
2024年4月26日、スーパーバンタム級転向のためKrushバンタム級王座を返上した。

## 戦績

### プロキックボクシング
| キックボクシング 戦績 | キックボクシング 戦績 | キックボクシング 戦績 | キックボクシング 戦績 | キックボクシング 戦績 | キックボクシング 戦績 | キックボクシング 戦績 |
| --------------------- | --------------------- | --------------------- | --------------------- | --------------------- | --------------------- | --------------------- |
| 23 試合               | (T)KO                 | 判定                  | その他                | 引き分け              | 無効試合              |                       |
| 16 勝                 | 8                     | 7                     | 0                     | 0                     | 0                     |                       |
| 7 敗                  | 2                     | 5                     | 0                     | 0                     | 0                     |                       |

| 勝敗 | 対戦相手                               | 試合結果                          | 大会名 | 開催年月日     |
|      | 金子晃大                               | 試合前                            | K-1 WORLD MAX 2025 【K-1 WORLD GPスーパーバンタム級タイトルマッチ】                                                                     | 2025年9月7日   |
| ○    | 金子晃大                               | 3R終了 判定2-0                    | K-1 BEYOND 2025 | 2025年5月31日  |
| ×    | 璃明武                                 | 3R終了 延長判定0-3                | Krush172 | 2025年3月30日  |
| ○    | 鬼山桃太郎                             | 3R終了 判定3-0                    | K-1 WORLD GP2024 in 代々木 | 2024年12月14日 |
| ×    | 永坂吏羅                               | 1R 2:22 TKO (2ダウン: パンチ連打) | K-1 WORLD MAX 2024【-55kg世界最強決定トーナメント・リザーブファイト】                                                                   | 2024年9月29日  |
| ○    | 晃貫                                   | 2R 2分5秒KO（左右フック→膝）      | K-1 WORLD MAX 2024【-55kg世界最強決定トーナメント・リザーブファイト】                                                                   | 2024年7月7日   |
| ×    | 花岡竜                                 | 3R終了 判定3-0                    | ABEMA presents RISE ELDORADO 2024 【RISE×K-1対抗戦】                                                                                    | 2024年3月17日  |
| ○    | 松下武蔵                               | 3R終了判定3-0                     | RISE WORLD SERIES 2023 Final Round | 2023年12月16日 |
| ○    | 心直                                   | 2R 2:43 KO（ボディへの膝蹴り）    | ReBOOT～K-1 ReBIRTH～ | 2023年9月10日  |
| ○    | ペットモンコン・スーンキラーフォイトム | 3R終了 判定2-1                    | K-1 WORLD GP 2023 | 2023年6月3日   |
| ○    | 松谷桐                                 | 2R 1:08 KO（左フック）            | Krush.146 | 2023年2月25日  |
| ×    | 石井一成                               | 3R終了 判定0-3                    | K-1 WORLD GP 2022 JAPAN〜大阪【初代バンタム級王座決定トーナメント・準決勝】                                                             | 2022年12月3日  |
| ○    | アンビ・エンスエ・アボモ               | 2R 1:15 KO（三日月蹴り）          | K-1 WORLD GP 2022 JAPAN〜大阪【初代バンタム級王座決定トーナメント・一回戦】                                                             | 2022年12月3日  |
| ○    | 野田蒼                                 | 2R 0分57秒KO                      | Krush.139 | 2022年7月30日  |
| ○    | 壬生狼一輝                             | 3R終了 判定2-0                    | Krush.135【Krushバンタム級タイトルマッチ】                                                                                              | 2022年3月26日  |
| ○    | 藤田和希                               | 3R 2:17 KO（右ストレート）        | Krush.131 | 2021年11月20日 |
| ○    | 峯大樹                                 | 3R終了 判定3-0                    | Krush.128 | 2021年8月21日  |
| ×    | 黒田斗真                               | 2R 2:10 KO（飛び膝蹴り）          | K-1 WORLD GP 2021 JAPAN～K-1バンタム級日本最強決定トーナメント～【一回戦】                                                              | 2021年5月30日  |
| ○    | 倉田永輝                               | 2R 1:55 KO（右ストレート）        | K-1 WORLD GP 2021 JAPAN ～K’FESTA.4 Day.1～                                                                                             | 2021年3月21日  |
| ○    | 鵜澤悠也                               | 3R終了 判定3-0                    | Krush.120【第6代Krushバンタム級王座決定トーナメント・リザーブファイト】                                                                 | 2020年12月19日 |
| ×    | 吉岡ビギン                             | 3R終了 判定2-1                    | Krush.118【第6代Krushバンタム級王座決定トーナメント・一回戦】                                                                           | 2020年10月17日 |
| ×    | 橋本 実生                              | 3R終了 判定0-3                    | Krush.115 | 2020年7月21日  |
| ○    | 豊田 優輝                              | 3R終了 判定3-0                    | “K-1冬のビッグマッチ 第2弾 名古屋”「K-1 WORLD GP 2019 JAPAN～初代女子フライ級王座決定トーナメント＆スーパー・ライト級タイトルマッチ～」 | 2019年12月28日 |
| ○    | 光佑                                   | 1R 1:18 KO（飛び膝蹴り）          | Krush.106 | 2019年10月13日 |

### アマチュアキックボクシング
| キックボクシング 戦績 | キックボクシング 戦績 | キックボクシング 戦績 | キックボクシング 戦績 | キックボクシング 戦績 | キックボクシング 戦績 | キックボクシング 戦績 |
| --------------------- | --------------------- | --------------------- | --------------------- | --------------------- | --------------------- | --------------------- |
| 10 試合               | (T)KO                 | 判定                  | その他                | 引き分け              | 無効試合              |                       |
| 10 勝                 |                       |                       | 0                     | 0                     | 0                     |                       |
| 0 敗                  | 0                     | 0                     | 0                     | 0                     | 0                     |                       |

| 勝敗 | 対戦相手   | 試合結果 | 大会名                                    | 開催年月日   |
| ○    | 有馬大翔   | 判定3-0  | K-1カレッジ2019 トーナメント-55kg決勝     | 2019年8月4日 |
| ○    | 岩本元太郎 | TKO      | K-1カレッジ2019 トーナメント-55kg準決勝   | 2019年8月4日 |
| ○    | 伊藤将遼   | 判定2-1  | K-1カレッジ2019 トーナメント-55kg準々決勝 | 2019年8月4日 |

## 出演

### ウェブテレビ
- 格闘代理戦争（2019年4月6日- 、ABEMA）

### テレビ
- ヒロミ・指原の恋のお世話始めました（2023年7月27日-、テレビ朝日）

## 獲得タイトル
- 第8代Krushバンタム級王者
- K-1カレッジ2019 -55kg王者
- WMC JAPAN アマチュア - 54kg王者
- 群馬県極真空手道選手権大会北関東選手権大会大会準優勝

## 表彰
- K-1AWARDS2022 Krush最高試合賞